# Feliksy Warszawskie 2004
Feliksy Warszawskie 2004 – szósta edycja nagrody przyznawanej twórcom teatrów warszawskich w pięciu kategoriach (plus nagroda specjalna). W konkursie startowały spektakle, które miały premierę między 1 września 2003 roku, a 31 sierpnia 2004 roku. O Feliksy walczyło dwanaście teatrów: Ateneum, Dramatyczny, Kwadrat, Narodowy, Ochoty, Polski, Powszechny, Scena Prezentacje, Studio, Syrena, TR Warszawa i Współczesny. Przewodniczącym jury był Jerzy Koenig.
Poniżej znajdują się czwórki nominowanych. Zwycięzcę oznaczono pogrubieniem.

## Najlepszy reżyser
Jerzy Jarocki za Błądzenie według Witolda Gombrowicza (Teatr Narodowy)
Maciej Englert za Porucznika z Inishmore (Teatr Współczesny)
Gustaw Holoubek za Króla Edypa (Teatr Ateneum)
Ondrej Spisak za Merlina (Teatr Narodowy)

## Najlepszy aktor w roli głównej
Piotr Fronczewski za Króla Edypa (jako "Edyp") i Frederick, czyli Bulwar Zbrodni (jako "Frederick Lemaitre") (Teatr Ateneum)
Mariusz Bonaszewski za Błądzenie jako "Witold II" (Teatr Narodowy)
Jan Englert za Duszyczkę jako "R" (Teatr Narodowy)
Janusz Gajos za Śmierć komiwojażera jako "Willy Loman" (Teatr Narodowy)

## Najlepsza aktorka w roli głównej
Ewa Wiśniewska za Błądzenie (jako "Matka / Ciocia / Królowa / Hrabina", Teatr Narodowy) i Frederick, czyli Bulwar Zbrodni (jako "Millie George", Teatr Ateneum)
Teresa Budzisz-Krzyżanowska za Króla Edypa jako "Jokasta" (Teatr Ateneum)
Aleksandra Konieczna za Zaryzykuj wszystko jako "Lili" (TR Warszawa)
Małgorzata Kożuchowska za Błądzenie jako "Alicja / Albertynka / Riła" (Teatr Narodowy)

## Najlepszy aktor w roli drugoplanowej
Damian Damięcki za Porucznika z Inishmore jako "Davey" (Teatr Współczesny)
Ignacy Gogolewski za Błądzenie jako "Konstanty / Król Ignacy / Hrabia" (Teatr Narodowy)
Wojciech Malajkat za Śmierć komiwojażera jako "Biff" (Teatr Narodowy)
Grzegorz Małecki za Błądzenie jako "Walek / Walenty / Dominique" (Teatr Narodowy)

## Najlepsza aktorka w roli drugoplanowej
Dominika Kluźniak za Obsługiwałem angielskiego króla (jako "Jaruszka") i Pamiętnik (jako "Jadwinia") (Teatr Współczesny)
Ewa Konstancja Bułhak za Hamleta Wyspiańskiego (jako "Żona Wyspiańskiego"), 2 maja (jako "Teresa Paluch") i Śmierć komiwojażera (jako "Kobieta") (Teatr Narodowy)
Halina Łabonarska za Balladynę jako "matka Aliny i Balladyny" (Teatr Polski)
Monika Pikuła za Balladynę jako "Skierka" (Teatr Polski)

## Nagroda specjalna
Jerzy Grzegorzewski za całokształt twórczości